# Așteptări raționale
Presupunerea așteptărilor raționale este un concept economic formulat pentru prima dată de John Muth în 1961 și care a devenit popular după publicarea unui articol semnat de Robert Lucas și Leonard Rapping în 1969 despre salariile reale, ocuparea forței de muncă și inflația.
Nucleul său se bazează pe presupunerea că agenții economici folosesc toate informațiile disponibile despre comportamentul actual și previziunile pentru viitorul economiei. Pe baza experienței și a acestor informații, agenții anticipează rațional atitudinile și politicile viitoare ale guvernului, reacționând în prezent în conformitate cu așteptările formate și anulând, într-o oarecare măsură, eficacitatea acestor politici.
Ipoteza așteptărilor raționale este considerată drept cadrul teoretic al noii economii clasice și a devenit populară în rândul economiștilor începând cu anii 1970, fiind utilizată pe scară largă în modele și în analiza macroeconomică. Când se tratează aspecte ale comportamentului agenților, ipoteza așteptărilor raționale se ocupă și de conceptul de pericol moral, motivând studii în acest domeniu și influențând așa-numita economie comportamentală.